# San Lorenzo (Corrientes)
San Lorenzo é uma localidade e município no Departamento Salgadas, província de Correntes, Argentina. Localiza-se a uns 81 quilómetros da Cidade de Correntes.
É conhecida como a Capital do tijolo.

## População
Conta com 2 569 habitantes (INDEC, 2010) (Indec,), o que representa um incremento de 22% em frente aos 2 098 habitantes (INDEC, 2001) (,) do censo anterior.

## História
O 14 de julho de 1908 funda-se o povo de San Lorenzo nas inmediaciones do Passo Zamora e do Arroio San Lorenzo.
Seu nome foi imposto em homenagem ao combate de San Lorenzo livrado o 3 de fevereiro de 1813 entre as forças realistas e os Granaderos a Cavalo de José de San Martín. O lugar já se chamava San Lorenzo na época da viagem de Fray Pedro José de Parras (Diário e derrotero de suas viagens:1749-1753)
San Lorenzo são chamados o arroio, o povo e a estação do caminho-de-ferro, pertencentes à 3.ª. Secção do departamento Salgadas. Dista 23 quilómetros de Salgadas e 21 de Empedrado, entre as quais se encontra.
O 14 de julho de 1908 a proprietária dos terrenos imediatos à estação, doña Juana María Romero de Jara, fez doação das terras e o 15 de junho de 1913 o presidente da Subcomisión Municipal solicita ao governo provincial uma mensura do povo.
Por lei N.º 315 do 27 de setembro de 1920, San Lorenzo obtém o primeiro governo municipal próprio, organizado segundo as bases constitucionais em Comissão de Alavancagem.
O 16 de maio de 1936 cria-se a Sub-receptoría de Rendas e pelo N.º 769 o Julgado de Paz.
| Arquidiócesis | Correntes                    |
| ------------- | ---------------------------- |
| Parroquia     | San Lorenzo Diácono e Mártir |